# Henry Hynoski
Henry Gerald Hynoski, Jr. (Elysburg, 30 dicembre 1988) è un giocatore di football americano, di nazionalità statunitense, che gioca nel ruolo di fullback per i New York Giants della National Football League (NFL). Dopo non essere stato selezionato nel Draft NFL 2011 firmò coi Giants . Al college ha giocato a football all'Università di Pittsburgh.

## Carriera professionistica

### New York Giants
Hynoski era considerato uno dei migliori fullback disponibili nel Draft 2010 fino all'infortunio al tendine del ginocchio subito nel corso dell'NFL Scouting Combine. A causa di ciò, le sue quotazione nel draft precipitarono, tanto che finì per non venire scelto; ad ogni modo, poco dopo che la disputa contrattuale estiva della lega fu risolta, egli ricevette offerte da diverse squadra, decidendo alla fine di firmare per i New York Giants.
A Hynoski fu consegnato il posto di fullback titolare dopo che i Giants tagliarono il veterano Madison Hedgecock a causa di un infortunio. Egli non tentò alcuna corsa nel 2011, venendo utilizzato prevalentemente come bloccatore per i running back Ahmad Bradshaw e Brandon Jacobs. Hynoski invece ricevette 12 passaggi per 83 yard (6,9 yard a ricezione). I Giants conclusero la stagione con un record di 9-7, qualificandosi per un soffio ai playoff grazie alla vittoria decisiva sui Cowboys. Nella off-season, essi eliminarono nell'ordine gli Atlanta Falcons, i favoritissimi e campioni in carica Green Bay Packers e nella finale della NFC i San Francisco 49ers. Il 5 febbraio 2012, Henry partì come titolare nel Super Bowl XLVI, vinto contro i New England Patriots 21-17, laureandosi campione NFL nella sua stagione da rookie. Egli ricevette 2 passaggi per 19 yard nella partita e recuperò un fumble potenzialmente pericoloso di Hakeem Nicks nel corso del terzo periodo di gioco. La prestazione di Hynoski attrasse l'attenzione nazionale e diversi giornalisti e analisti sportivi ne tesserono le lodi.

## Vittorie e premi
- Super Bowl : 1 Vincitore del Super Bowl XLVI

## Statistiche
| Partite totali             | 11 |
| Partite totali da titolare | 4  |
| Yard su ricezione          | 83 |
| Touchdown su ricezione     | 0  |